# 마티아스 긴터
마티아스 긴터(Matthias Ginter, 1994년 1월 19일, 바덴뷔르템베르크주 프라이부르크 임 브라이스가우 ~)는 독일의 축구 선수로, 현재 분데스리가의 SC 프라이부르크 소속으로 주 포지션은 센터백이다.
2022년 7월 보루시아 묀헨글라트바흐와 계약 만료 후 SC 프라이부르크로 복귀했다.

## 경력

### 클럽 경력
긴터는 마어히에서 경력을 시작하였으며, 2005-06 시즌에 프라이부르크의 유소년팀으로 옮겼다. 유소년 A팀 일원으로 그는 유소년 DFB-포칼 우승을 거두었다.
2012년 1월, 긴터는 몇몇 선수가 겨울 이적 시장을 통해 나감에 따라 1군과 훈련하였다. 2012년 1월 21일, 긴터는 아우크스부르크와의 강등권 대결 경기에서 70분에 안톤 푸트실라와 교체 투입되며 프로 데뷔를 하였다. 경기의 88분에, 미하엘 룸의 프리킥을 팀의 1-0 결승골로 이끌었다. 긴터의 골은 그의 18번째 생일 이틀 후에 터졌는데, 그에 따라 긴터는 SCF 클럽 역사상 최연소 분데스리가 득점자로 이름을 올렸다. 이 기록의 이전 보유자는 데니스 아오고였다. 이틀 후인 1월 23일, 긴터는 프라이부르크의 1군에 합류하기 위한 계약서에 서명하였다. 그는 2014년 3월 5일, 칠레와의 경기에서 국가대표팀 데뷔전을 가졌고, 88분에 외질과 교체 투입된 그는 독일 국가대표팀 경기에 출전한 900번째 선수라는 기록을 세웠다.

### 국가대표팀
긴터는 독일 청소년 국가대표팀 출신으로, 자국의 U-18, U-19 국가대표팀을 대표하였었고, 2013년부터 독일 U-21 국가대표팀에 소속되어 있다. 2014년 3월 5일, 그는 1-0으로 이긴 칠레와의 친선경기에서 막판 교체 투입되며 독일 성인 국가대표팀 데뷔전을 가졌다. 그는 2014년 5월에 독일의 2014년 FIFA 월드컵 30인 예비 엔트리에 포함되었다.

## 수상

### 프라이부르크
- 유소년 DFB-포칼: 2011

### 개인
- U-19 프리츠 발터 메달 (금): 2013[6]
- U-18 프리츠 발터 메달 (금): 2012[7]